# اچ‌ام‌اس آنتلوپ (اف۱۷۰)
اچ‌ام‌اس آنتلوپ (اف۱۷۰) (به انگلیسی: HMS Antelope (F170)) یک کشتی بود که طول آن ۳۸۴ فوت (۱۱۷ متر) بود. این کشتی در سال ۱۹۷۲ ساخته شد.